# El Hamma du Jérid
Pour les articles homonymes, voir Hamma.
El Hamma du Jérid ou El Hamma du Djérid (arabe : حامة الجريد) est une ville située à neuf kilomètres au nord de Tozeur dans la région du Jérid.
Rattachée au gouvernorat de Tozeur, elle constitue une municipalité comptant 6 439 habitants en 2014.
El Hamma (Aquae à l'époque romaine) est une oasis dont la palmeraie est exploitée dès l'époque romaine comme en témoignent des ruines situées au lieu-dit Guebbech (ڤَبَّاشْ). Elle était alimentée par une vingtaine de sources dont six sources chaudes; l'eau est chlorurée, sodique et sulfureuse pour certaines d'entre elles (37-40 °C). Il y a peu, on y venait encore pour prendre des « bains ». Ces sources se sont taries, remplacées par des forages profonds modernes. L'eau qui en sort est de température plus élevée (75 °C). La palmeraie ancienne actuelle s'étend sur environ 700 hectares et compte environ 110 000 palmiers de très nombreux cultivars différents. La palmeraie moderne d'El Hamma, créée au XXe siècle, n'est complantée que du cultivar de palmier dattier produisant les dattes deglet nour.
Des vieilles oasis du Jérid, il s'agit de la plus excentrée, politiquement, économiquement mais aussi sur le plan des circuits touristiques. Si on confère à Degache une réputation de richesse, ce serait plutôt la pauvreté qui serait associée à El Hamma du Jérid. Le travail est fortement tourné vers l'agriculture par défaut, mais les conditions pédoclimatiques sont moins bonnes que dans les palmeraies de Nefta, Tozeur ou Degache, notamment pour des raisons de salinité de l'eau d'irrigation.
C'est dans ce village que le poète national de la Tunisie, Abou el Kacem Chebbi, vient se reposer durant le printemps 1934.